# Jay Cutler
Jason Isaac »Jay« Cutler, ameriški bodibilder, * 3. avgust 1973, Sterling, Massachusetts, ZDA.
Cutler je profesionalni IFBB bodibilder. 4x je osvojil naziv Mr. Olympia.

## Biografija
Jay Cutler je začel z delom v družinskem podjetju-Cutler Bros Concrete, že pri rosnih enajstih letih. Pri 18. letih je pričel z bodibildingom. Diplomiral je leta 1993 na Quinsigamond Community College. Osebni trener Marcus Rodriguez ga je navdušil nad bodibildingom. Prvo zmago si je priboril leta 1993 na tekmovanju Iron Bodies. Trikrat zapored je osvojil naziv prvaka, Arnold Classic (2002, 2003, 2004), ter štirikrat osvojil drugo mesto na tekmovanju za MR.Olympia.
Leta 2001 so mu odvzeli drugo mesto, zaradi pozitivnega doping testa. Jay je najel odvetnika in se spustil v tožbo, katero je tudi dobil. Povrnili so mu drugo mesto. Leta 2007 je drugič osvojil prestižni naslov MR. Olympia. Po dveh zaporednih nazivih mr. O, mu je le tega leta 2008, vzel Dexter Jakson. Leta 2010 si je naziv priboril nazaj. Leta 2011 je ponovno izgubil naslov. Premagal ga je Phil Heath.

## Podatki
Pojavil se je na mnogih naslovnicah fitnes revij, kot na primer Muscle and Fitness in Muscular Developmen. Trenutno z ženo živita v Las Vegasu. Trenira v najbolj znani fitnes verigi- Gold's Gym.

## Bodibildinški nazivi
- 1992 Gold Gym Worcester Bodybuilding Championships – 2nd
- 1996 NPC Nationals, 2nd place Light Heavyweight (earned IFBB pro card)
- 1998 IFBB Night of Champions – 11th
- 1999 Arnold Schwarzenegger Classic – 4th
- 1999 IFBB Ironman Pro Invitational – 3rd
- 1999 Mr. Olympia – 14th
- 2000 English Grand Prix – 2nd
- 2000 Joe Weider's World Pro Cup – 2nd
- 2000 Mr. Olympia – 8th
- 2000 Mr. Olympia Rome – 2nd
- 2001 Mr. Olympia – 2nd
- 2003 Mr. Olympia – 2nd
- 2003 Russian Grand Prix – 2nd
- 2003 GNC Show of Strength – 2nd
- 2004 Mr. Olympia – 2nd
- 2005 Mr. Olympia – 2nd
- 2006 Mr. Olympia – 1st
- 2007 Mr. Olympia – 1st
- 2008 Mr. Olympia – 2nd
- 2009 Mr. Olympia – 1st
- 2010 Mr. Olympia – 1st
- 2011 Mr. Olympia – 2nd
- 2011 Sheru Classic – 2nd

## DVD-ji
- Jay Cutler – A Cut Above (Filmed in 1999, released in 2002)
- Jay Cutler – New Improved and Beyond (2004)
- Jay Cutler – Ripped to Shreds (2005)
- Jay Cutler – One Step Closer (2006)
- Jay Cutler – From Jay To Z (2007)
- Jay Cutler – My House (2007)
- Jay Cutler – All Access (2008)
- Jay Cutler – Undisputed (2010)
- Jay Cutler – The Ultimate Beef: A Massive Life in Bodybuilding (2010)
- Jay Cutler – King (2011)

## Knjiga
- CEO MUSCLE – Jay Cutler's No Nonsense Guide To Successful Bodybuilding